# Feccia (Fluss)
Der Feccia ist ein 17 km langer Nebenfluss des Merse in der Provinz Siena in der Toskana in Italien.

## Beschreibung
Der Feccia entspringt ca. 1 km nordöstlich von Belforte (Ortsteil von Radicondoli) und bleibt 9 km in Radicondoli, dann durchfließt er das Gemeindegebiet von Chiusdino (8 km) und mündet bei der Abbazia San Galgano in den Merse, wobei er kurz das Gemeindegebiet von Monticiano berührt.